# Slam Dunk (Manga)
Slam Dunk ist ein Sport-Manga von Mangaka Takehiko Inoue. Er wurde erstmals 1990 veröffentlicht und 1996 mit 31 Bänden abgeschlossen. In der Serie geht es um den Schüler Hanamichi Sakuragi, der anfängt Basketball zu spielen, um ein Mädchen zu beeindrucken, und schließlich seine Leidenschaft für den Sport entdeckt. Der Manga richtet sich an Jungen, lässt sich also dem Shōnen-Genre zuordnen, sowie dem Sport-Genre und enthält Genreüblich auch Comedy- und Drama-elemente. Das Werk wurde auch als Anime-Fernsehserie und in Form von vier Animefilmen adaptiert.

## Handlung
Hanamichi Sakuragi bekommt in der Mittelschule von einem Mädchen seinen 50. Korb. Auf der neuen Oberschule soll alles anders werden. Tatsächlich spricht ihn Haruko Akagi an und er verliebt sich in sie. Dass Haruko ihn aufgrund seiner Statur für einen Basketballer hält, ist für ihn kein Problem. Jedoch ist es ein Ärgernis für Takenori Akagi, den Kapitän des Basketballteams und Bruder von Haruko. Denn Hanamichi will nun der Star des Teams werden, obwohl er nicht weiß, wie man Basketball spielt. Mit Kaede Rukawa gibt es einen weiteren Erstklässler und echten Profi im Team, der von allen Mädchen, auch von Haruko, angehimmelt wird.
Im Laufe des Mangas entwickelt sich Sakuragi zu einem reboundstarken Power Forward und bildet mit Center Akagi und Small Forward Rukawa eine der stärksten Frontlines in Kanagawa. Später werden auch der Point Guard Ryota Miyagi und Shooting Guard Hisashi Mitsui eingeführt. Ziel des Teams ist Teilnahme an der Finalrunde der japanischen Hochschulmeisterschaften.

## Figuren
Hauptfigur des Mangas ist Hanamichi Sakuragi, ein rothaariger Heißsporn, der sich selbst als „Tensai“ (dt.: Genie) bezeichnet. Er verliebt sich in die schöne, scheue Klassenkameradin Haruko Akagi, die ihn ins Basketballteam des lokalen Shohoku-Highschool rekrutiert und ihn immer wieder ermutigt. Dank Basketball wird aus dem rauflustigen, kindischen Sakuragi ein gefürchteter Power Forward, der die Gegner dank seiner Größe, Athletik und Arroganz einschüchtert. Sakuragi wird im ganzen Manga über von seinen vier besten Freunden Nozomi Takamiya, Chuchiro Noma, Yuji Ookusu und Mito Yohei begleitet, die selbst keinen Basketball spielen, aber von Inoue insbesondere für Slapstick- oder Action-Szenen abseits des Spielfeldes gebraucht werden.
Haruko selbst liebt den kühlen Super-Flügelspieler und Mädchenschwarm Kaede Rukawa, Sakuragis Vereinskamerad und Intimfeind. Obwohl Rukawa alle Avancen ignoriert, ist Sakuragi ständig eifersüchtig, weswegen Rukawa ihn ständig als „Dou Ahou“ (dt.: Vollidiot) verspottet. Dieses Liebesdreieck bleibt über den gesamten Manga erhalten.
Kapitän des Shohoku-Teams ist der riesenhafte Center Takenori Akagi, Harukos älterer Bruder. Der defensivstarke Akagi ist streng zu sich und seinen Kollegen und unbestrittene Führungsfigur. Als Running Gag gibt er Sakuragi gerne eine Kopfnuss, wenn er sich daneben benimmt. Vizekapitän ist der brillentragende Allrounder Kiminobu Kogure, der trotz begrenzten Talentes im Team ebenfalls hohes Ansehen genießt. Wichtige Nebenrollen im Manga haben Trainer Anzai, ein dickbäuchiger, wortkarger, aber weiser Stratege, sowie die temperamentvolle Betreuerin Ayako. Im Laufe des Mangas kommt zunächst der streitlustige Spielmacher Ryota Miyagi hinzu, der in Ayako verliebt ist, und schließlich Distanzwurfspezialist Hisashi Mitsui. Mitsui akzeptierte einst nicht, dass Akagi besser war als er, verließ nach einer Knieverletzung den Verein und geriet auf die schiefe Bahn, ohne Basketball vergessen zu können. Krank vor Neid prügelt er sich mit Miyagi, ehe er seine Liebe zum Sport wiederentdeckt. Statisten im Team sind die Reservespieler Tetsushi Shiozaki, Yasuharu Yasuda, Kentaro Ishii, Kaoru Sasaoka und Toki Kuwata.
Sowohl spielerisch als auch charakterlich ähnelt Sakuragi dem exzentrischen NBA-Reboundkönig Dennis Rodman, der ehrgeizige Superspieler Rukawa hat Parallelen zu Michael Jordan und der strenge, bedingungslos kämpfende Anführer Akagi ähnelt der Center-Legende Patrick Ewing, während Distanzwurfspezialist Mitsui dem Dreipunktspezialist Reggie Miller und der kleine, schnelle Miyagi der Detroit-Pistons-Spielmacher Isiah Thomas nachempfunden sind.
Inoue lässt das Shohoku-Team zunächst gegen drei andere Teams aus der Kanagawa-Gegend spielen: Shoyo, Kainan und Ryonan. Shoyo ist das Team des wurfstarken Centers Toru Hanagata und Spielercoach Kenji Fujima, Kainan die Mannschaft mit „#1-Spielmacher“ Shinichi Maki, „#1-Dreipunktwerfer“ Soichiro Jin, seinen schmächtigen Backup Yoshinori Miyamasu und den arroganten, aber hochtalentierten Flügelspieler Kiyota Nobunaga, und Ryonan beherbergt den riesenhaften Center Jun Uozumi (Akagis Freund und Rivalen), den offensivstarken, aber defensivschwachen Power Forward Kicchou Fukuda und den genialen Allrounder Akira Sendoh. Später kommen Spiele gegen die Schulen von Toyotama und Sannoh hinzu. Bei all den Spielen benutzt Inoue die zuschauenden Spieler (z. B. bei einem Shohoku-Ryonan-Spiel die Spieler von Kainan, die das Spiel auf der Tribüne verfolgen), um dem (in Japan oft Basketball-unkundigen) Leser einen fachkundigen Kommentar zukommen zu lassen.
Sakuragi hat den Spleen, Spieler mit mehr oder weniger schmeichelhaften Spitznamen zu belegen. Er nennt beispielsweise Akagi einen „Gorilla“, Rukawa einen „Fuchs“ (was als Synonym für „Feigling“ gemeint ist), Kogure eine „Brillenschlange“, Uozumi einen „Affenkönig“, Miyamasu einen „Alien“ und Kiyota einen „Wilden Affen“.

## Entstehung und Stil
Autor Inoue war selbst in seiner Jugend ein begeisterter Basketballspieler. Als er 19 war, veröffentlichte er seinen ersten kleinen Basketball-Manga. Als er seinen Verlegern die Ideen zu Slam Dunk eröffnete, waren sie sehr skeptisch, da in Japan Basketball unpopulär und kaum Käufer anziehen würde. Als Slam Dunk Erfolg hatte, bekam er viel Fanpost von „Leuten, die nie zuvor Basketball gespielt hatten, meinen Manga lasen, selbst mit Basketball anfingen und diesen Sport zu lieben lernten“. Die persönlichen Erfahrungen Inoues ermöglichten es ihm, den Sport realitätsnah darzustellen und dem Leser das Gefühl zu geben, selbst am Spiel teilzunehmen. Vor allem zu Beginn der Serie werden viele Begriffe des Sports dem Leser durch die Serie erklärt. Der Zeichenstil ist durch muskulöse Darstellung der Körper, klare Linien und kantige Gesichter geprägt, die dem Manga ein an amerikanische Comics erinnerndes Aussehen geben. Der Stil wird auch als naturalistisch bezeichnet und mit denen Ryōichi Ikegamis und Tsukasa Hōjōs verglichen. Bei Letzterem war Zeichner Inoue zu Beginn seiner Laufbahn als Assistent beschäftigt.

## Veröffentlichungen

### Manga
In Japan erschien der Manga von Oktober 1990 bis Juni 1996 in Einzelkapiteln im meistverkauften Manga-Magazin, dem Shōnen Jump. Insgesamt wurden 276 Kapitel verfasst. Der Shūeisha-Verlag veröffentlichte diese Einzelkapitel auch in 31 Sammelbänden. Zwischen 2001 und 2002 erfolgte eine Neuausgabe im größeren A5-Format (Kanzenban) in 24 Bänden.
1999 übersetzte Planet Manga den Manga auf Deutsch und stellte ihn nach zwei Ausgaben ein. Diese Ausgaben hatten einige Rechtschreib- und Übersetzungsfehler und wurden wegen der schlechten Druck- und Buchbindequalität kritisiert. Sie waren jedoch auch, für 1999 noch ungewöhnlich, in japanischer Leserichtung gedruckt. 2002 startete der Verlag eine überarbeitete Ausgabe und brach nach acht Bänden erneut ab. Seit November 2023 erscheint die Reihe beim Carlsen Verlag unter dem Label Hayabusa in bisher zwölf Bänden (Stand Juni 2025). Die Übersetzung stammt von Martin Gericke.
Weitere Übersetzungen erschienen in Nordamerika, Australien, Frankreich, Spanien, Mexiko, Brasilien und Taiwan. In Italien war die Veröffentlichung durch Marvel Italia 1995 das erste Erscheinen eines Sport-Mangas in dem Land.

### Anime-Fernsehserie
Unter Regisseur Nobutaka Nishizawa entstand bei Studio Toei eine Fernsehserie mit 101 Episoden, die etwa zwei Drittel der Manga-Kapitel abdeckt. Die Drehbücher schrieben Yoshiyuki Suga und Nobuaki Kishima, das Charakterdesign entwarf Masaki Sato. Für die künstlerische Leitung war Nobuto Sakamoto verantwortlich.
Die Serie wurde vom 16. Oktober 1993 bis 23. März 1996 von TV Asahi in Japan gesendet. Toei veröffentlichte die Folgen auch auf 17 DVDs. Darüber hinaus gab es drei TV-Specials mit jeweils 50 Minuten Länge. Dieses war 1994 Ketsui no Shohoku Basuke-bu und 1995 Rebound-O und Slam Dunk Special. Das zweite und dritte Special waren eine Neufassung der Folgen 40 und 41 bzw. 62 und 63. Die Serie wurde in Japan später auch von Animax und CS Fuji TV Two gezeigt. Eine englische Fassung wurde von Animax in Ostasien und Indien gezeigt, ist in Nordamerika auf DVD erschienen und wurde von diversen Streaming-Diensten zur Verfügung gestellt. Eine spanische Synchronisation kam in weiten Teilen Lateinamerikas im Fernsehen, eine italienische wurde mehrfach ausgestrahlt und der Sender Spacetoon zeigte eine arabische Fassung. ABC-5 und GMA Network zeigten Slam Dunk auf Tagalog auf den Philippinen. Eine französische und eine chinesische Fassung erschienen auf DVD.

#### Synchronisation
| Rolle              | Japanischer Sprecher (Seiyū) |
| ------------------ | ---------------------------- |
| Kaede Rukawa       | Hikaru Midorikawa            |
| Dragon Shiryu      | Kiyoyuki Yanada              |
| Hisashi Mitsui     | Ryotaro Okiayu               |
| Hanamichi Sakuragi | Takeshi Kusao                |
| Ryōta Miyagi       | Yoku Shioya                  |

#### Musik
Die Musik der Serie wurde komponiert von Takanobu Soda und produziert von BMF. Die beiden Vorspanne wurden unterlegt mit den Liedern Kimi ga Suki da to Sakebitai (君が好きだと叫びたい) von Baad und Zettai ni Daremo von ZYYG. Die Abspannlieder sind:
- Anata Dake Mitsumete'ru von Ōguro Maki
- Sekai ga Owaru Made Wa von Wands
- Kirameku Toki ni Torawarete von Manish
- My Friend von Zard

### Kinofilme
Zu Manga und Fernsehserie entstanden vier auch Kinofilme:
- Slam Dunk (30 min) von Nobutaka Nishizawa am 12. März 1994
- Slam Dunk: Zenkoku Seiha da! Sakuragi Hanamichi (45 min) von Toshihiko Arisako am 9. Juli 1994
- Slam Dunk: Shōhoku Saidai no Kiki! Moero Sakuragi Hanamichi (40 min) von Hiroyuki Kakudō am 4. März 1995
- Slam Dunk: Hoero Basketman-damashii! Hanamichi to Rukawa no Atsuki Natsu (39 min) von Masayuki Akihi am 15. Juli 1995

## Videospiele und Merchandise-Artikel
Das Unternehmen Banpresto entwickelte mehrere Spiele zu Slam Dunk, die dann von Bandai herausgegeben wurden. Für den Game Boy erschienen die beiden Basketball-Simulationen Slam Dunk Gakeppuchi no Kesshō League und Slam Dunk 2. Für die Konsole Super Famicom kamen die Spiele Slam Dunk: Shi Tsuyo Gekitotsu, Slam Dunk 2: IH Yosen Kanzenban!! und SD Heat Up!! heraus. Darüber hinaus erschienen Spiele für Game Gear, Mega Drive und Sega Saturn sowie 1995 ein Spiel für Arcade-Automaten.
In Japan kamen außerdem Merchandise-Artikel wie Sammelkarten und eine Eiscreme-Linie zu Slam Dunk auf den Markt.

## Erfolg, Kritiken und Nachwirkung
Slam Dunk war in den 1990er-Jahren in Japan sehr erfolgreich und führte zu großem Interesse am zuvor wenig verbreiteten Sport Basketball. Der Band 21 hatte eine Startauflage von über 2,5 Millionen Exemplaren, im Schnitt wurden über drei Millionen pro Band verkauft. Die Gesamtzahl der verkauften Bände in Japan betrug 2012 119 Millionen Exemplare, damit war Slam Dunk der fünftmeistverkaufte Manga des Magazins Shōnen Jump und gehört zu den erfolgreichsten Manga-Serie in Japan. 1995 wurde der Manga mit dem 40. Shōgakukan-Manga-Preis in der Kategorie Shōnen ausgezeichnet.
Slam Dunk war Wegbereiter neuer visueller und erzählerischer Techniken im Genre der Sport-Serien. Der Erzählfluss konzentriert sich auf die action- und spannungsreichen Momente der Spiele und streckt dabei eine Basketball-Saison von vier Monaten auf eine sechs Jahre laufende Serie. Die Serie wird daher auch als Parade-Beispiel eines Sport-Mangas bezeichnet.
Jason Thompson lobt die großartigen Charaktere und Comedy und vor allem die intensive Darstellung des Basketballspiels, die die Serie zusammen zu einem „furchtbar unterhaltsamen Shōnen-Manga“ machen würden. About.com gab dem ersten Band von Slam Dunk vier von fünf Sternen. Gelobt wurden die „packenden und stimmigen Basketballdarstellungen, die mit gelungenem Slapstick aufgelockert werden“, kritisiert die „eher schwachen weiblichen Charaktere“, aber herausgestellt, dass „die späteren Werke für die nicht perfekten Anfangsbände entschädigen“ würden. Der Anime wie auch der Manga widmeten sich dem Thema Basketball mit großer Liebe zum Detail, so die Anime Encyclopedia. Und die Entwicklung von Charakteren und Geschichte seien gut genug, um auch nicht-Basketball-Fans für die Serie interessieren zu können. Die deutsche Zeitschrift Animania schreibt, „die Geschichte wird temporeich und rasant erzählt und lohnt definitiv einen Blick, besonders natürlich für Sport(-Serien)-Fans“. Der Stoff werde „weder trocken noch reißerisch brutal“ erzählt, sondern humorvoll und dem Alter der Zielgruppe entsprechend. Die Spiele seien „mitreißend und intensiv dargestellt“, der Leser werde von der Atmosphäre der Meisterschaften fortgerissen. Die Darstellung der Charaktere sei lebendig und humorvoll, und diese dabei noch deutlich verschieden. Die an Jungen gerichtete Serie habe sich auch eine große weibliche Leserschaft erworben. Sehr kritisiert wird jedoch die erste deutsche Ausgabe, wegen sehr mangelhafter Übersetzung, vielen Druckfehlern und schlechter Bindung. So falle der Band sehr bald auseinander und die Schrift verschwinde in der Klebefalz.

## Kontroverse
Die Zeichnerin Yuki Suetsugu wurde im Herbst 2005 beschuldigt, einige Szenen in ihren Werken von Slam Dunk und anderen Mangas abgezeichnet zu haben. Sie gestand, abgezeichnet zu haben, und wurde von ihrem Verlag gekündigt. All ihre Werke wurden vom Markt genommen. Kurze Zeit nach diesem Plagiatsvorwurf wurden Stimmen laut, die behaupteten, der Autor von Slam Dunk, Takehiko Inoue, habe einige Posen in dem Manga von Fotos abgezeichnet.